# わがまま青春バレー部
『わがまま青春バレー部』（わがまませいしゅんバレーぶ）は、飛鳥あるとによる日本の漫画作品。

## 概要
『なかよし』（講談社）において、1992年5月号 - 8月号まで連載された。

## 書誌情報
飛鳥あると 『わがまま青春バレー部』 講談社〈講談社コミックスなかよし〉、全1巻
- 1993年7月6日発行、ISBN 4-06-178755-1